# Simone Eisenring
Simone Eisenring (* 1976 in Winterthur) ist eine Schweizer Theaterregisseurin.
Eisenring studierte an der Hochschule für Schauspielkunst „Ernst Busch“ Berlin Regie. Sie erhielt diverse Förderpreise für freie Theaterinszenierungen in der Schweiz und arbeitete als Regieassistentin für das Hamburger Kunsttheater Kampnagel und für das Berliner Ensemble. Als Regisseurin verantwortete sie Inszenierungen für den Berliner Theaterdiscounter und in den Sophiensaelen. Am Staatsschauspiel Dresden inszenierte sie Der Kick von Andres Veiel und Gesine Schmidt sowie die Uraufführung des Stückes Pornografia des Autors Milo Rau. Im Maxim-Gorki-Theater in Berlin inszenierte sie Protection von Anja Hilling. Simone Eisenring lebt und arbeitet in Berlin.

## Auszeichnungen und Nominierungen
- 1996 Förderpreis der Kulturstiftung Appenzell Ausserrhoden für die beste Regie